# Karl Juli Danischewski

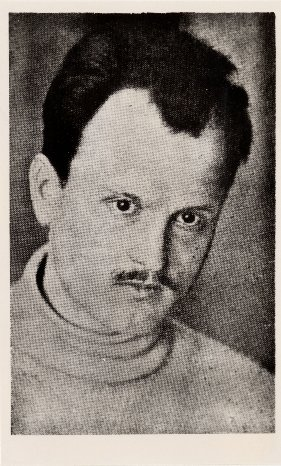
Karl Juli Danischewski, 1910

Karl Juli Danischewski (lettisch: Kārlis Jūlijs Daniševskis; russisch Карл Юлий Христианович Данишевский; * 3. Maijul. / 15. Mai 1884greg.; † 8. Januar 1938 in Moskau) war ein russisch-sowjetischer lettischer Funktionär der SDAPR und Amtsträger der UdSSR.

## Leben
Der in Semgallen geborene Danischewski, Sohn einer adligen polnischen Familie, betätigte sich schon früh in der revolutionären Bewegung in Russland. Seit dem Jahr 1900 war er Mitglied der SDAPR. Ins Zentralkomitee der SDAPR wurde er 1907 auf dem V. Parteikongress gewählt. 
In den Jahren von 1907 bis 1914 arbeitete er als Funktionär in mehreren Städten, so in St. Petersburg, Riga, Moskau, Warschau, Baku und Tiflis. Mehrmals verhaftete man ihn und schließlich wurde er verbannt. Im Jahre 1917 flüchtete er aus dem Exil nach Moskau, wo er sich illegal aufhielt.
In Moskau gehörte er nach der Februarrevolution 1917 dem Komitee der SDAPR und dem Moskauer Sowjet an. Im Mai 1917 nahm er in Lettland eine Tätigkeit als Redakteur bei der sozialdemokratischen Zeitung Zinja (Cina) und der Zeitung Okopnaja Prawda, die von der SDAPR gestützt wurde, auf. 
Auf dem 5. Kongress der lettischen SDAPR wurde er in das Zentralkomitee der Partei gewählt. In Lettland arbeitete er bis Juni 1918 illegal in Riga im Rahmen des Iskolat (Exekutivkomitee des Sowjets der Arbeiter-, Soldaten- und Landlosendeputierten Lettlands). Im Juli 1918 nahm er als Delegierter am 5. Gesamtrussischen Sowjetkongress teil. 
Von Januar bis Mai 1919 gehörte er als stellvertretender Vorsitzender der Regierung der lettischen SSR an und nahm Aufgaben im Revolutionären Militärrat Lettlands und ab Juli 1919 an der Ostfront wahr. Er beteiligte sich auch an der Niederschlagung der Revolte der Sozialrevolutionäre in Moskau, wobei er ab September 1919 dem Revolutionären Kriegsrat der RSFSR als Mitglied angehörte.
Auf dem 8. Parteikongress der KPR (B) wurde er Kandidat des Zentralkomitees der Partei. Ab 1921 gehörte er dem sibirischen Büro der RKP (B) als Sekretär an. Dabei übernahm er Aufgaben in der staatlichen Leitung des Konzerns für die nördliche Holzindustrie, die zugehörige Handelsbank und den Holzexport. Von 1932 bis 1937 gehörte er dem Volkskommissariat für die Holzindustrie an.

## Verhaftung und  Tod
Im Zuge der stalinistischen Verfolgungen wurde er 16. Juli 1937 verhaftet und inhaftiert. Verurteilt: das Militärkollegium des Obersten Gerichts der UdSSR  am 8. Januar 1938, die Anklage: „die Teilnahme an den Konterrevolutionären terroristischen Organisation“. Erschossen am 8. Januar 1938, das Begräbnis Lage -Erschießungskommandoort Kommunarka, Moscow Region. Rehabilitiert im Juli 1956 von Militärkollegium des Obersten Gerichts der UdSSR. 

## Referenzen
- Heinrich E. Schulze u. a. (Hrsg.): Who was who in the USSR. A biographic directory containing 5015 biographies of prominent Soviet historical personalities. Scarecrow Press, Metuchen NJ 1972, ISBN 0-8108-0441-7.
- G. N. Golikow, M. I. Kusnezow: Enciklopedija Velikaja Oktjabrskaja socialisticeskaja revoljucija. Sovetskaja Enciklopedija, Moskau 1977.
- Миллер В. и Стумбина Э., Ю. Данишевский, в кн.: Латышские революционные деятели, Рига, 1958; J. К. Daniševskis. Biobibliogräfija, Riga, 1964.